# Pintura mural en pared de Expo-Feria de Pando
La pintura mural en pared de Expo-Feria de Pando  está situada en la confluencia de la avenida General José Artigas y la vía férrea, en la ciudad de Pando, departamento de Canelones (Uruguay). Fue realizada en conmemoración de los 225 años de la fundación de Pando y declarada posteriormente “Patrimonio Histórico Nacional”.

## Objetivos
Con esta pintura mural monumental, entre otros objetivos, el pintor pretende propiciar la recuperación de la zona, considerada insegura  y  originar un espacio histórico creativo que ilustre y muestre simbólicamente la evolución histórica de Pando.

## Origen
La idea surge con una fotografía de la  primera construcción de Pando, que es la iglesia, en torno a la cual se formó todo el rancherío que daría lugar a la ciudad. Esta imagen de la iglesia presenta unos arcos de  piedra que son la base de los pintados en el mural.Según el autor significan una mirada desde dentro hacia afuera de esa iglesia; del tiempo que ha transcurrido.

## Generalidades
La pintura fue realizada en un mes, en el año 2013, partiendo del boceto original que Héctor García Dornell elaboró a mano y se instaló en la Cápsula del Tiempo ubicada en la plaza Constitución de Pando.
En ella se representan tres arcos de piedra que simbolizan tres etapas de la evolución histórica de esta ciudad.
La pintura está hecha con aerograf, con una paleta monocromática, color tierra y paleta baja. La composición juega con la paleta baja y con el color del muro que es blanco. Este juego entre los colores del mural y el blanco del muro hace que se iluminen las imágenes.

## Descripción y simbolismo en la pintura mural
Tomando como basamento lo anterior se representa la evolución histórica en forma tríptica,es decir, esta obra de arte es realizada en tres paneles unidos, en tres arcos de piedra dibujados.
Aparecen íconos en estilo figurativo que representan la evolución de Pando como ciudad.
Cada arco representa una etapa de la ciudad donde aparecen símbolos algunos de los cuales son representativos.
Aunque sea un estilo figurativo, forman una composición con elementos aislados que se superponen. Figurativo con perspectiva.
En el primer arco se muestra la  etapa más antigua de Pando, allí se presenta el ambiente agropecuario que reinaba  en los orígenes de la ciudad, la Casa de la Cadena, con el mojón con la cadena rota que representa el momento histórico en que se dejó de cobrar el peaje (1903) y el Molino harinero del Este que son edificaciones de esa época y permanecen aún.

El segundo arco es el doble de tamaño que los otros, allí se representan la mayor cantidad de elementos, algunos presentados en forma real y otros no; es la parte de la historia donde se simbolizan los cambios más relevantes que la ciudad experimentó. En él visualizamos la evolución de la ciudad con:
- La llegada del tren que se produce en 1882 y la estación del ferrocarril que fue proyectada y construida por el ingeniero Luis Andreoni que por muchos años hizo producir el Molino del Este ubicado en las adyacencias del Parque de Pando
- La plaza Constitución
- La iglesia, que se termina de construir en 1869; se muestra la fecha de su inauguración y su nombre
- El monumento a José Artigas
- La campana,  muy simbólica ya que perteneció a la primera iglesia y fue una donación de los fundadores de Pando.
- Un niño tocando la campana y la inscripción “Jura de la Constitución” ya que Pando es uno de los pocos lugares del interior del país en que se juró la primera constitución uruguaya, en 1830.

En  tercer arco que es el que representa más elementos simbólicos, muestra la etapa actual con: el teclado de la computadora, el tanque de OSE,el semáforo, las chimeneas de las fábricas , etc; simboliza el desarrollo: tecnológico, educativo, cultural y económico de la ciudad.